# ダリガ・ナザルバエフ

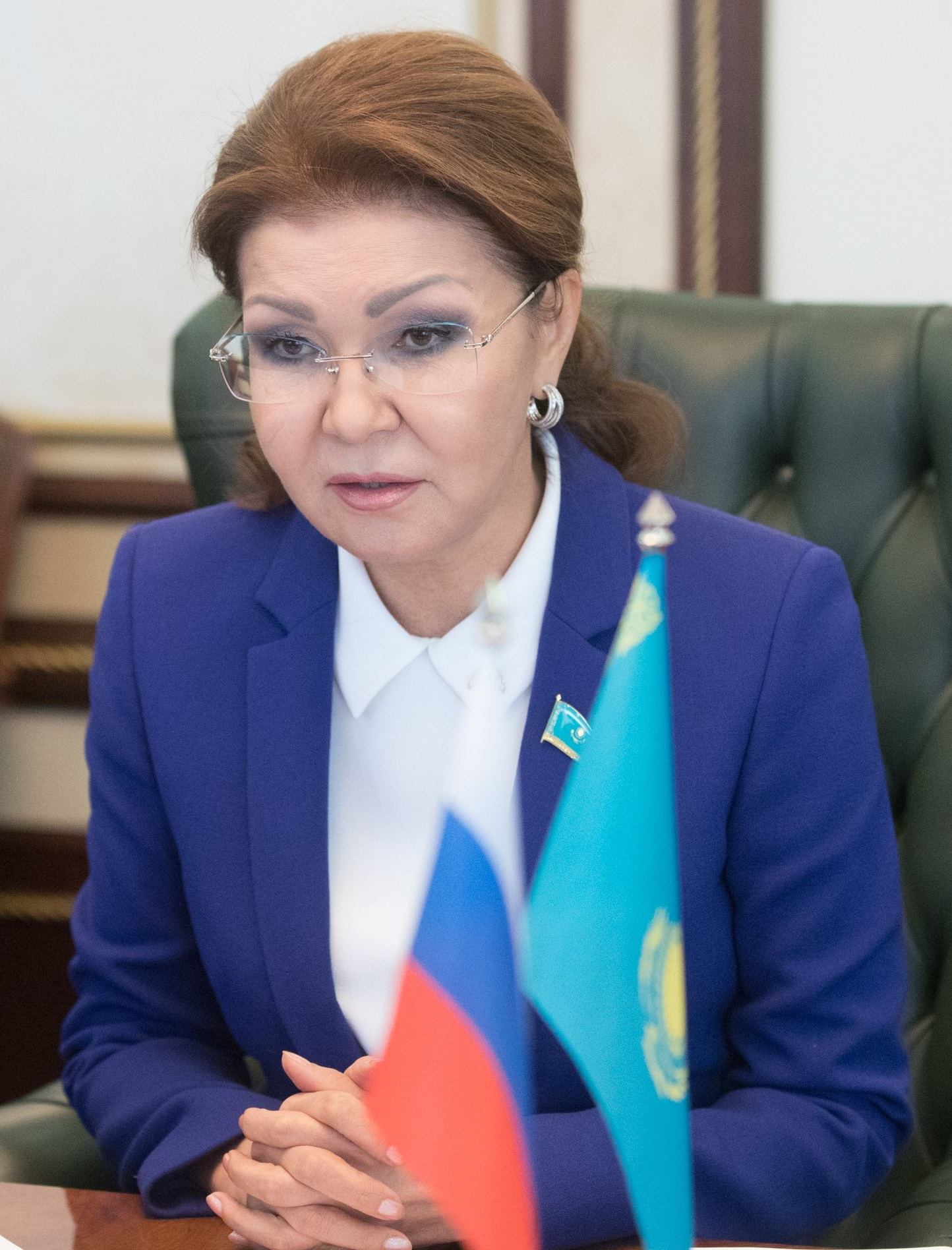
2018年

ダリガ・ナザルバエヴァ（Dariga Nursultanqyzy Nazarbayeva カザフ語：Дариға Нұрсұлтанқызы Назарбаева、ロシア語：Дарига Нурсултановна Назарбаева、1963年5月7日 - ）は、カザフスタンの政治家。前上院議長。
同国初代大統領ヌルスルタン・ナザルバエフの長女。男子のいないナザルバエフにとって、有力な後継者候補とみなされていた。

## 経歴
1963年、ソビエト連邦カザフスタンテミルタウ生まれ。
ロモノーソフ名称モスクワ国立大学歴史学部を卒業。1991年準博士、1998年に博士号を取得。
1992年、児童慈善財団「ボベク」副総裁。
1994年、閉鎖型株式会社「「ハバル」エージェント」社長。2001年～2006年5月、「ハバル」会長。
2003年11月、国際現代政治研究所オブザーバー会議議長。
2004年、「アサル」（互助）党党首。
2006年7月4日、「オタン」党副議長（議長は父親）。
2007年7月から「ヌルバンク」役員。
2019年3月20日、大統領に昇格したカシムジョマルト・トカエフの後任として、カザフスタン議会元老院（上院）議長に就任したが、翌2020年5月2日に大統領府よりダリガの解任が発表され、5月4日には中央選挙委員会の決定で上院議員資格を抹消された。

## パーソナル・人物
外務第一次官のラハト・アリエフと結婚したが、夫の起訴と関連して2007年6月6日に離婚。2男1女を有する。
アマチュアのオペラ歌手であり、ヴォーカルレッスンを受け、イベントで歌ったりリサイタルを開いている。
政治科学博士。カザフ語、ロシア語、英語、イタリア語を話す。
「パラサト」勲章を受章。2009年4月、フランスのOrdre des Arts et des Lettresを受章。
カザフスタン・ジャーナリスト会議議長。国家テレビ芸術・科学アカデミー国際会議役員、ユーラシア戦略研究センター総裁。ユネスコ問題国家委員会委員。ユーラシア・テレフォーラム共同議長。スポーツ専門学校連盟総裁。